# Babice (województwo śląskie)
Babice (niem. Babitz, w latach 1936–1945 Jungbirken) – wieś w Polsce położona w województwie śląskim, w powiecie raciborskim, w gminie Nędza.
W latach 1975–1998 miejscowość administracyjnie należała do województwa katowickiego.

## Położenie
Wieś położona jest na skraju Płaskowyżu Rybnickiego, na południe od Nędzy.

## Etymologia nazwy
Nazwa miejscowości pochodzi prawdopodobnie od nazwiska jednego z właścicieli – Baby, miejscowego chłopa.

## Historia
Na terenie późniejszej wsi Babice istniała osada w VI-X wieku, odkryto ją w 1913 roku. Wieś została założona prawdopodobnie w XIV wieku, chociaż nazwa Babice pierwszy raz występuje w dokumentach z 1531 roku (ks. Augustin Weltzel natomiast podał 1402 rok, kiedy to właścicieli wsi Miczkę i Jakosza zwolniono z wszystkich podatków). W 1576 roku właścicielem wsi został von Wiecza, który wybudował tamże karczmę.
W 1712 roku właścicielem Babic i okolicznych ziem był hrabia Sobek. W XIX wieku był to majątek z bażantarnią. W plebiscycie na Górnym Śląsku mieszkańcy Babic większością głosów opowiedzieli się za pozostaniem w granicach Niemiec.
Przez wieś przechodziła niegdyś linia kolei wąskotorowej Gliwice – Racibórz, na której znajdowała się stacja Babice, która została zniszczona w 1945 roku, aczkolwiek kolej funkcjonowała do lat 80. XX wieku.

## Zabytki
W Babicach znajduje się kilka zabytków, m.in:
- kościół św. Anny wybudowany w latach 1937–1939[4],
- XIX-wieczna kapliczka z XVIII-wieczną kamienną figurą św. Jana Nepomucena,
- kamienny krzyż Boża Męka z 1896 roku,
- zabudowa z ok. 1890 roku.